# Turdoides nipalensis
Il garrulo spinoso (Turdoides nipalensis (Hodgson, 1836)), conosciuto anche come garrulo del Nepal, è un uccello della famiglia Leiothrichidae, diffuso nelle colline centrali del Nepal.
Localmente è anche conosciuto come Kande Bhyakur, letteralmente tradotto in "uccello spinoso".

## Descrizione
La parte superiore del cordpo è di colore marrone oliva come anche copritrici alari superiori; le altre piume sono marroni con un bordo esterno marrone olivaceo; le piume della testa e del mantello sono contraddistinte da linee nere che somigliano a rami di alberi; le sopracciglia, i lati del viso e la gola sono di colore bianco così come le piume che coprono le orecchie, che in più hanno striature longitudinali marroni; anche la coda segue lo stesso disegno, colore marrone con bordi trasversali olivacei; la parte del basso ventre è albescente con piume sulla parte inferiore di un colore scuro. I fianchi, le cosce e le piume sottocoda sono marroni e con bordi di color ocraceo. L'iride è giallo pallido mentre la cornea è marrone.
Il garrulo spinoso è un uccello di piccole dimensioni, un esemplare adulto può raggiungere una massa corporea di 64 g.
Le dimensioni degli esemplari adulti sono:
- lunghezza delle ali da 7.9 a 8.7 cm;
- la coda è lunga da 10.6 a 11.7 cm;
- il tarso è circa 3 cm;
- il becco misura circa 2.1 cm.

È prevalentemente un uccello timido, ma può essere visto all’inizio della stagione riproduttiva, quando i maschi cantano all'aperto, appostandosi su rami di cespugli e piccolo alberi.

## Biologia

### Riproduzione
Il garrulo spinoso costruisce nidi nelle biforcazioni dei rami degli alberi. Solitamente le dimensioni sono di 12 cm di diametro e profondi solo 5 cm e sono costituiti principalmente da fili di erba.
Le uova sono di colore bianco con macchie marroni e misurano circa 22x17 mm.

## Distribuzione e habitat
Il garrulo spinoso predilige le fitte boscaglie dell'ecozona indomalese, come ad esempio le savane e praterie del Terai-Duar. Si può trovare nelle colline centrali del Nepal e può essere visto ad esempio nella valle di Katmandu e in particolare intorno alla zona di Godavari e Phulchoki vicino alla città di Lalitpur.
Il suo habitat include la pineta subtropicale dell'Himalaya, le foreste di latifoglie dell'Himalaya orientale, le savane e praterie del Terai-Duar.

## Tassonomia
Fu descritto scientificamente per la prima volta da Brian Houghton Hodgson a metà del XIX secolo e poi non fu più visto, temendo addirittura la sua estinzione fino a quando, alla fine degli anni '40, Sidney Dillon Ripley, un ornitologo americano, non lo ha individuato nuovamente.

## Conservazione
La specie occupa un areale abbastanza limitato, all'interno del quale la popolazione sembra stabile anche se è costantemente minacciato dall'uomo, a causa dalla bonifica delle boscaglie per l'agricoltura e l'espansione delle aree urbane. Nonostante questo la Lista rossa IUCN classifica Turdoides nipalensis come specie a rischio minimo (Least Concern).